# 柏林足球协会
柏林足球协会（德語：Berliner Fußball-Verband，简称柏林足协(BFV)）是柏林所有足球俱乐部的伞式组织，亦是德国足球协会辖下的21个州级协会之一及东北德足球协会的成员之一。此外，柏林板球委员会（Berliner Cricket Komitee, BCK）作为柏林足协的组成部分，负责管理柏林的所有板球俱乐部，并且是德国板球协会的7个州级协会之一。

## 历史
柏林足球协会是成立于1897年9月11日的德国球赛俱乐部协会的继承者，并在1902年更名为柏林球赛俱乐部协会。1911年，VBB又与另外两个设于柏林的协会合组为勃兰登堡球赛俱乐部协会（同样使用的简称）。
随着纳粹主义在1933年的兴起，德国足协和所有的地方足协都被迫解散，并由足球专业部和足球大区（Fußballgaue）所取代。其中，取代VBB的是“柏林-勃兰登堡大区（Gau Berlin-Brandenburg）”，并举办有柏林-勃兰登堡大区联赛作为顶级赛事。直至第二次世界大战结束后，协会才于1949年重新成立。然而由于柏林周边的勃兰登堡此时已属东德领土，因此该协会只能再度恢复“柏林球赛俱乐部协会”的称谓。一年后，位于东柏林的俱乐部也必须加入东德足球协会，这使得仅有西柏林俱乐部从属于VBB。
在1991年两德统一后，东、西柏林的俱乐部得以重新参加相同的联赛系统，并以柏林足球协会(BFV)的名义结合在一起。

## 数据
截至2016年，柏林足协共拥有146,443位注册球员（其中13%为女性）、404个成员俱乐部和3,662支球队在联赛系统中作赛。此外，该协会亦拥有约1,500位持证教练。
柏林足协的现任主席为贝恩德·舒尔茨。办公处所则设于柏林-哈伦湖的“足球之家（Haus des Fussballs）”，并由首席执行官米夏埃尔·拉梅里（Michael Lameli）所领导。至2017年1月1日，拉梅里将调任德国田径协会总经理，接替他的将是原BFV代理执行官及新闻发言人凯文·兰格纳（Kevin Langner）。
柏林板球委员会（Berliner Cricket Komitee, BCK）作为柏林足协的组成部分，由斯文·莱斯蒂科夫（Sven Leistikow）所领导。该委员会负责组织柏林7个板球俱乐部的板球比赛。